# Rongedal
Rongedal är en musikgrupp där frontpersonerna utgörs av tvillingbröderna Magnus och Henrik Rongedal från Molkom i Värmland. Bröderna har medverkat i TV-program som Så ska det låta, Doobidoo, Bingolotto och Go'kväll. 2002 sjöng de bakom Méndez i Melodifestivalen och sex år senare framförde de Just a Minute i samma tävling. Då gick låten till final från deltävlingen i Västerås, finalen avgjordes den 15 mars och låten slutade där fyra.
Bröderna Rongedal har också körat i Electric Banana Band, och i början av 1990-talet bildade Magnus tillsammans med musikern Lars Yngve Johansson gruppen Big Money.

## Diskografi
För diskografin med Electric Banana Band, se denna sida.

### Album
- 2008 - Rongedal (Lionheart International).[1]
- 2010 - Absolutely Nowhere (Family Business).[2]
- 2013 - Rongedal med S:t Johannes Kammarkör.

### Singlar
- 2007 - "Hey won't you" (Lionheart International).[3]
- 2008 - "Just a minute".[4]
- 2009 - "Day In Day Out"
- 2010 - "Absolutely Nowhere"
- 2010 - "Because of you"
- 2010 - "Linger On"
- 2023 - "Shine" (Family Business). Tillsammans med Lili & Sussie och Crash Boom Band.[5]
- 2023 - "Side By Side" (Family Business). Tillsammans med Lili & Sussie och Crash Boom Band.[6]